# オリンピア (小惑星)
オリンピア (582 Olympia) は小惑星帯に位置する小惑星である。ハイデルベルクのケーニッヒシュトゥール天文台でアウグスト・コプフによって発見された。
ギリシアの都市オリンピアにちなんで命名された。
2009年10月に岐阜県と三重県で掩蔽が観測された。